# Egyedül
Egyedül (węg. Sam) – drugi album studyjny zespołu Fahrenheit, wydany przez Sony Music w 1996 roku na MC i CD. Album zajął trzecie miejsce na liście Top 40 album- és válogatáslemez-lista.

## Lista utworów
1. „A fény felé” – 0:54
2. „Neked jó leszek” – 2:52
3. „Káin és Ábel” – 3:26
4. „Távolodsz” – 4:05
5. „Szállnom kell” – 4:29
6. „Ahol a hullócsillag földet ér” – 4:07
7. „Meddig várjunk” – 4:21
8. „Sztárfotó” – 4:40
9. „Ha repül a golyó” – 3:45
10. „Fényben” – 3:15
11. „Ördögi tánc” – 3:57
12. „Tárd szét a szárnyad” – 1:29

## Skład zespołu
- Zoltán Maróthy – gitara, wokal
- Csaba Tobola – perkusja
- Gábor Vörös – gitara basowa
- Gábor Gyöngyösi – instrumenty klawiszowe